# 창궐 (영화)
"창궐"은 2018년 10월 25일에 개봉한 대한민국의 영화이다.

## 시놉시스
밤에만 활동하는 ‘야귀(夜鬼)’의 창궐을 막고, 조선을 구하기 위한 이청(현빈 분)의 사투를 그린 액션 블록버스터.

## 등장 인물

### 주연
- 현빈 : 이청 역
- 장동건 : 김자준 역 메인 빌런 및 최종 보스. (악남)

### 조연
- 조우진 : 박종사 역
- 정만식 : 학수 역
- 이선빈 : 덕희 역
- 김의성 : 이조 역
- 조달환 : 대길 역
- 박진우 : 만보 역
- 서지혜 : 조씨(조복실) 역
- 한지은 : 경빈 역
- 허성태 : 이정랑 역
- 백수장 : 박현 역
- 허준석 : 살수 역
- 매튜 다우마 : 아란타 야귀 역
- 조덕현 : 대신 1 역
- 이재구 : 대신 2 역
- 공정환 : 금위장 역
- 장인호 : 정별감 역
- 임철형 : 도부장 역
- 송욱경 : 도총관 역
- 정유안 : 돌개 역
- 박성택 : 군졸야귀 역
- 신미영 : 군졸야귀아내 역
- 박지아 : 돌개어미 역

### 단역
- 김하연 : 소원세자 딸 공주역
- 윤서 : 후궁 1 역
- 심려진 : 후궁 2 역
- 김소혜 : 후궁 3 역
- 홍지영 : 대전상궁 역
- 박지원 : 동궁상궁 역
- 정우영 : 제용감관군 역
- 김대곤 : 어의 역
- 최규리 : 부용루 연회 메인 무희 역
- 민경옥 : 노파 역
- 최지희 : 야귀 역
- 한서윤
- 이형원
- 주광현
- 이충곤
- 김현욱 : 옥사남 역
- 표예리
- 리화랑

### 특별출연
- 김주혁 → 김태우 : 소원세자(이영) 역

## 이모저모
- 2017년 8월 23일 대본 리딩[1]
- 2017년 9월 1일 크랭크인[2]
- 2017년 11월 13일 이영 역을 맡았던 배우 김주혁이 10월 30일 차량 전복 사고로 인해 갑자기 세상을 떠나게 되면서 배우 김태우가 대타로 캐스팅됐다.[3]
- 이선빈 과 조우진은  드라마 《38사기동대 》 이후로 3개월만에 재회한다.
- 박진우, 김의성,정만식,조우진은  영화 《내부자들》 이후로 8개월만에 재회한다.

## 같이 보기
- 2018년 대한민국의 영화 목록